# 皮埃爾·路易吉·法爾內塞
皮埃爾·路易吉·法爾內塞（義大利語：Pier Luigi Farnese，1503年11月19日－1547年9月10日）來自法爾內塞家族，是亞歷山德羅·法爾內塞樞機（之後的保祿三世）的私生子，皮埃爾·路易吉日後成為了一名傭兵並參與了1527年的羅馬之劫，他同時也是首任帕爾馬及卡斯特羅公爵，在位時間為1545年－1547年。

## 早年
皮埃爾·路易吉生於1503年的羅馬，他是時任樞機亞歷山德羅·法爾內塞與西爾維亞·魯菲尼（Silvia Ruffini）的私生子，他還有其他三位姊弟，分別是科斯坦扎·法爾內塞、保羅（Paolo）以及拉努喬·法爾內塞 (1509–1529)。
皮埃爾·路易吉的私生子身分終其一生都在折磨他，這無疑促成了他性格的形成。皮亞琴察的貴族經常侮辱的稱呼他為“教宗的雜種”，作為長子和最受疼愛的兒子，他與他的弟弟保羅在1505年被當時的教宗儒略二世合法化，去除私生子的身分。他早年的教育來自著名的人文主義學者，巴爾達薩列·馬羅索·迪·卡薩爾馬焦雷（Baldassarre Malosso di Casalmaggiore），皮埃爾在他的教導下，很快地愛上了各種戰爭和防禦工事的知識。
亞歷山德羅迫切的想讓皮埃爾·路易吉成為法爾內塞家族真正的首領，於是安排他與奧爾西尼家族的皮蒂利亞諾伯爵盧多維科（Lodovico）之女吉羅拉瑪聯姻。他們的婚約於1513年簽訂，而婚禮則於1519年舉行。
儘管這個婚姻一開始並不是由愛而生的，但吉羅拉瑪無疑是個忠貞的妻子，她能夠容忍皮埃爾·路易吉毫無節制的鋪張生活、殘暴及好面子的性格。婚後由於格拉多利興建中的城堡建造因故拖延了，他們暫時住在瓦倫塔諾的城堡裡，他們的長子亞歷山德羅·法爾內塞就是出生在這幾年間。

## 軍事生涯
皮埃爾·路易吉很快的成為了一個雇傭軍，並具備典型雇傭軍的特質－狂野、野蠻以及缺乏道德感。他既不缺乏勇氣，也不缺乏膽識。他非常的強大、無畏以及殘酷，這些特質使得許多政治評論家對他感到反感。皮埃爾·路易吉不像他的祖先如老拉努喬一樣具有濃厚的教宗派特質，因為他並不是每場戰役都站在教宗這邊。
1520年當皮埃爾·路易吉17歲時，他與他的弟弟拉努喬就已被聘為威尼斯的僱傭兵了。他之後在神聖羅馬帝國皇帝查理五世的麾下服務並且與皇帝共同參與了1527年的羅馬之劫。
當他的弟弟拉努喬撤退到聖天使堡保衛教宗時，皮埃爾·路易吉這時卻越過台伯河駐紮在他的宮殿裡保護它不受破壞。批評者指責法爾內塞兄弟在這場劫難中竟然站在不同的立場，但教宗克萊門特七世拒絕為此譴責任何一方。最後，當瘟疫襲城時，神聖羅馬帝國的軍隊決定退出羅馬。
皮埃爾·路易吉之後決定退休並居住在羅馬的近郊，他對當地的徵稅是毫不手軟的；而且他放任當地興盛的竊盜與謀殺風氣不管，教宗克萊門特七世最後終於受不了這樣的行為並威脅皮埃爾·路易吉如果不做點什麼加以改善的話，將會將他逐出教會。之後是由皮埃爾的父親亞歷山德羅樞機出面協調，使雙方和解。
1528年時，皮埃爾·路易吉仍然受雇於神聖羅馬帝國，在普利亞與法國軍隊交戰，並在防禦曼弗雷多尼亞的戰役中成名。

### 教廷衛隊總隊長
當1534年皮埃爾·路易吉的父親被選拔為教宗保祿三世時，皮埃爾離開羅馬，並在瓦倫塔諾舉行慶祝盛典。
保祿當上教宗所做的第一件事是將他的孫子，皮埃爾的長子亞歷山德羅·法爾內塞擢升為樞機，於此同時查理五世正不情願地準備授予皮埃爾一個納瓦拉的頭銜，條件是皮埃爾每年要繳納一些金錢予查理五世，但這些條件都是未公開的。為了讓這一切更快的進行，皮埃爾直接與佔據該地的法爾內塞家族親戚做談判，最後納瓦拉成立了一個對皮埃爾有利的侯國，但必須等到1538年2月正式的頭銜才會被授予。
差不多在這個時期，教廷的教廷衛隊總隊長剛好是出缺的狀態，保祿三世便於1537年1月31日提拔自己的兒子皮埃爾為新一任的教廷衛隊總隊長。皮埃爾在回到皮亞琴察慶祝凱旋經過教宗國的路上擊敗了一些零星的抵抗。

### 卡斯特羅公爵
保祿三世同時致力於恢復他的祖父，老拉努喬時期在卡斯特羅周圍的固有領地，因為一些領地已變得殘破不堪，他首先將龍奇廖內加入到家族的領土中。
皮埃爾被賦予了一個頭銜讓他得到從領土出口糧食不用納稅的權利，保祿三世同意將這些封地權利涵蓋至卡尼諾、格拉多利、瓦倫塔諾、拉泰拉及拉吉奧的馬爾他。教宗也用弗拉斯卡蒂交換位於卡斯特羅的堡壘。並從蒙泰菲亞斯科內教區買下比散齊奧。保祿最後做的事情是將這些領土合併獨立出來，創建卡斯特羅公國，他將公國的所有權及繼承權賜予皮埃爾，且公國直接在聖座的管轄下，法爾內塞家族的勢力由此開始走向巔峰。
卡斯特羅公國在教宗國中做為一個能獨立運作的國家。公國裡擁有許多天然及防禦資源如充滿獵物的森林、肥沃的葡萄園和田地以及為數眾多的堡壘。1537年3月14日的樞機主教會議中，保祿三世更進一步的將內皮和龍奇廖內賞給皮埃爾。皮埃爾首先的任務是修復領土內所有的堡壘，他聘請當時極富盛名的建築師小安東尼奧·達·桑加羅為他設計建造一座新的首都，並建造新的宮殿以及鑄造廠。
皮埃爾的兒子奧塔維奧·法爾內塞於1538年迎娶了查理五世的私生女帕爾馬的瑪格麗特，進一步鞏固了法爾內塞家族和查理五世的友誼，1543年，皮埃爾的私生子奧拉齊奧·法爾內塞迎娶了法國國王亨利二世的私生女法蘭西的黛安，最後他的另一個兒子拉努喬於1545年被擢升為樞機。

### 帕爾馬公爵
保祿三世不斷地利用職權擴張家族的勢力，於是他進一步將原本屬於教宗國的帕爾馬給予了皮埃爾。皮埃爾和他的兒子奧塔維奧宣布每年給予教廷國庫9,000杜卡特金幣，作為交換，他們重新獲得了卡梅里諾及內皮，並於1546年9月23日獲得了他的新領地。

## 謀殺及死亡
皮埃爾穩固的統治導致其他城市對他產生敵意，尤其是一些具有權威，以前能夠得到教宗公平對待的家族。貴族們利用查理五世來對付皮埃爾，因為他們知道查理五世有意將帕爾馬及皮亞琴察併入米蘭公國，時任曼托瓦公爵弗朗切斯科三世·貢扎加的叔叔，米蘭總督費蘭特·貢扎加在得知查理五世的意圖後，開始策畫擊敗法爾內塞家族的陰謀。
費蘭特開始刺探皮埃爾的一舉一動並將報告傳給查理五世，皮埃爾於1547年安排他的女兒維多利亞與烏爾比諾公爵圭多巴爾多二世·德拉·羅維雷聯姻，並持續加強領土內的防禦工事。查理五世非常關注皮埃爾在帕爾馬的建設進展，他允許費蘭特自由的策劃對抗皮埃爾的陰謀。帕拉維奇尼·科爾特馬吉奧雷侯爵（Pallavicini Cortemaggiore）願意提供協助，但費蘭特比較傾向於依賴他的遠房親戚卡斯蒂廖君主路易吉·貢扎加（Luigi Gonzaga）和他的表親科莫總督、喬凡尼·安圭索拉伯爵（Giovanni Anguissola）。安圭索拉伯爵找到了阿戈斯蒂諾·蘭迪伯爵（Agostino Landi）、喬凡·路易吉·孔法洛尼埃里侯爵（Giovan Luigi Confalonieri）及吉羅拉莫·亞歷山德羅·帕拉維奇尼（Girolamo Alessandro Pallavicini）加入他的行動，並得到安德烈亞·多里亞的幫助。
他們趁著皮埃爾在皮亞琴察監督堡壘工程的時候將他刺死，並將他的屍體從皮亞琴察宮殿的窗戶丟到街上。費蘭特·貢扎加很快地佔領了皮亞琴察，但在之後一系列事件，皮亞琴察最後於1551年歸還給皮埃爾的兒子奧塔維奧。
在皮埃爾死後，保祿三世曾在樞機主教會議上公開指控費蘭特是這場謀殺的幕後主使者，教宗並宣布皮埃爾的兒子奧塔維奧將繼承他父親成為新的公爵並成為新的神聖羅馬天主教旗手。皮埃爾·路易吉的屍體被埋葬在皮亞琴察，之後又被他的遺孀吉羅拉瑪移送到帕爾馬，隨後送往博賽納湖的比森蒂納島，並埋在島上的家族墓地中。

## 婚姻與子女
皮埃爾娶了奧爾西尼家族的吉羅拉瑪·奧爾西尼為妻，他們有四個孩子：
- 亞歷山德羅·法爾內塞 (樞機)（1520年10月5日－1589年3月2日）：帕爾馬大主教，日後被保祿三世擢升為樞機。
- 維多利亞·法爾內塞（義大利語：Vittoria Farnese）（1519－1602年9月13日）：嫁給了烏爾比諾公爵圭多巴爾多二世·德拉·羅維雷（英语：Guidobaldo II della Rovere, Duke of Urbino）。
- 奧塔維奧·法爾內塞（1524年10月9日－1586年9月18日）：第二代帕爾馬公爵。
- 拉努喬·法爾內塞（1530年8月11日－1565年10月29日）：是一名樞機。

此外他還有一名私生子奧拉齊奧·法爾內塞迎娶了法國國王亨利二世的私生女法蘭西的黛安。

## 軼事
從皮埃爾與他的父親保祿三世的信件中可以發現皮埃爾同時也是個雙性戀，在信中教宗譴責皮埃爾前去神聖羅馬帝國宮廷執行任務時攜帶了他的男性情人。一名佛羅倫斯大使更詳細的描述如果男人拒絕皮埃爾求愛的下場。
此外皮埃爾的名聲不是非常好，外界對他的評價不是殘酷就是頹廢的，1537年，一個有關於皮埃爾的性醜聞爆發了，他被指控為強姦法諾，這項指控的內容是說皮埃爾行軍經過法諾時強姦了當地的主教，該名主教在後來死去了。